# 衛星ウサギテレビ
『衛星ウサギテレビ』（えいせいウサギテレビ）は、衛藤ヒロユキの漫画作品。

## 概要
「月刊少年ガンガン」（スクウェア・エニックス）2006年6月号より2007年10月号まで連載された。全2巻。

## ストーリー
ラットル王国の王子であるイービィと、その婚約者テイジーが地球のピンチを救う為にグリム戦士になり、宇宙で冒険する物語。

## 登場人物
イービィ
ラットル王国の王子さま。9歳。グリム戦士に選ばれる。物語の主人公。
テイジー
イービィの婚約者（いいなずけ）。基本は強気だが寂しがることもある。物語のヒロイン。
イチゴ
神の使い。
ジョディ
ガレッキタウンのスイマー。色黒、三つ編み。
ナイス
ヒーローチルドレン。長髪、サングラス。
グッド
ヒーローチルドレン。チリチリ頭にサングラス。
係の人
神の使いのコイン詰まりを直す人。巨大。
ドクターCG
この物語のラスボス。世界を支配しようと企む。
デップス
ドクターCGが造った神の使いの複製。
グテルカ
グランの妹。イービィとテイジーの乗り物（衛星）を盗もうと企む。グリム戦士であることが発覚した。
グラン
ドクターCGの息子。
ビビ
イービィとテイジーの乗り物（衛星）に住み着いてしまった詩人であり妖精であり星の子であり女の子。鉄の腕「アタタック」を持つ。グリム戦士の一人。